# Туровский сельсовет
Туровский сельсовет — сельское поселение в Абанском районе Красноярского края.
Административный центр — село Турово.

## Население
| 2010 | 2012 | 2013 | 2014 | 2015 | 2016 | 2017 |
| ---- | ---- | ---- | ---- | ---- | ---- | ---- |
| 890  | ↘854 | ↘804 | ↘781 | ↘749 | ↘729 | ↘698 |
| 2018 | 2019 | 2020 | 2021 |      |      |      |
| ↘689 | ↘656 | ↘635 | ↘628 |      |      |      |

## Состав сельского поселения
| № | Населённый пункт | Тип населённого пункта       | Население |
| - | ---------------- | ---------------------------- | --------- |
| 1 | Залипье          | село                         | ↘467      |
| 2 | Пушкино          | деревня                      | ↘87       |
| 3 | Сенное           | деревня                      | ↘60       |
| 4 | Турово           | село, административный центр | ↘276      |

В 2001 году упразднены деревни Михайловка и Николаевка Туровского сельсовета.

## Местное самоуправление
Туровский сельский Совет депутатов
Дата избрания: 14.03.2010. Срок полномочий: 5 лет. Количество депутатов: 10
Глава муниципального образования
- Замостьянская Августа Григорьевна. Дата избрания: 14.03.2010. Срок полномочий: 5 лет